# Игры полуострова Юго-Восточной Азии 1975
8-е Игры полуострова Юго-Восточной Азии прошли с 9 по 16 декабря 1975 года в Бангкоке (Таиланд). В них приняли участие спортсмены из 4 стран, которые соревновались в 18 видах спорта. Южный Вьетнам, Камбоджа и Лаос отказались участвовать в играх из-за внутренних политических проблем.

## Виды спорта
- Бадминтон
- Баскетбол
- Бокс
- Боулинг
- Велоспорт
- Водные виды спорта
- Волейбол
- Дзюдо
- Лёгкая атлетика
- Настольный теннис
- Парусный спорт
- Регби-футбол
- Сепактакрау
- Стрельба
- Теннис
- Тяжёлая атлетика
- Футбол
- Хоккей на траве

## Итоги Игр
| Место | Страна   | Золото | Серебро | Бронза | Всего |
| ----- | -------- | ------ | ------- | ------ | ----- |
| 1     | Таиланд  | 80     | 45      | 39     | 164   |
| 2     | Сингапур | 38     | 42      | 49     | 129   |
| 3     | Бирма    | 28     | 35      | 33     | 96    |
| 4     | Малайзия | 27     | 49      | 51     | 127   |
| Всего | Всего    | 173    | 171     | 172    | 516   |